# Pillara coolahensis
Pillara coolahensis är en spindelart som beskrevs av Gray och Smith 2004. Pillara coolahensis ingår i släktet Pillara och familjen Stiphidiidae.
Artens utbredningsområde är New South Wales. Inga underarter finns listade i Catalogue of Life.